# Joan Finney
Joan Marie Finney, nata McInroy (Topeka, 12 febbraio 1925 – Topeka, 28 luglio 2001), è stata una politica statunitense, governatore del Kansas dal 1991 al 1995.

## Biografia
Nata a Topeka, Joan McInroy fu abbandonata dal padre poco dopo la sua nascita. Nel 1957 si sposò con Spencer Finney, con il quale ebbe tre figli. Nel 1978 si laureò presso la Washburn University.
Dal 1953 al 1969 fu impiegata presso l'ufficio del senatore repubblicano Frank Carlson. Nel 1972 la Finney si candidò infruttuosamente alla Camera dei Rappresentanti con il Partito Repubblicano. Successivamente cambiò la propria affiliazione aderendo al Partito Democratico e nel 1974 fu eletta Tesoriere di Stato del Kansas. Prestò servizio complessivamente per quattro mandati.
Nel 1990 Joan Finney si candidò alla carica di governatore del Kansas e riuscì a sconfiggere il repubblicano in carica Mike Hayden. La Finney divenne così la prima donna ad occupare la carica di governatore del Kansas, nonché la prima donna a sconfiggere un governatore uscente nella storia degli Stati Uniti. Joan Finney fu anche una delle poche democratiche dell'epoca contrarie all'aborto. Al termine del mandato, quattro anni dopo, rifiutò di candidarsi nuovamente per il seggio.
Nel 1996 si candidò al Senato per il seggio lasciato da Bob Dole, ma risultò sconfitta già nelle primarie democratiche da Jill Docking, che a sua volta perse le elezioni generali contro il repubblicano Sam Brownback.
Joan Finney morì nel 2001 all'età di settantasei anni, per le complicazioni di un cancro al fegato.